# Tanah Putih (Sape)
Tanah Putih is een bestuurslaag in het regentschap Bima van de provincie West-Nusa Tenggara, Indonesië. Tanah Putih telt 1120 inwoners (volkstelling 2010).